# Indira Gandhi Arena
Indira Gandhi Arena, officieel het Indira Gandhi Indoor Stadium, is een stadion op het Indraprastha Estate in de oostelijke regio van New Delhi in India,  vernoemd naar de voormalige premier van India Indira Gandhi. Het is de grootste overdekte sportarena in van het land en een van de grootste in Azië.
De multifunctionele arena wordt onder meer gebruikt door tennisclub Indian Aces. Daarnaast wordt het gebruikt voor politieke, muziek- en andere sportevenementen.
De arena werd in opdracht van de regering gebouwd in 1982 voor de indoor-wedstrijden van de Aziatische Spelen van 1982. Het terrein beslaat een oppervlakte van circa 41 hectare. De faciliteit biedt plaats aan 14.348 bezoekers .